# Lévy-Konstante
Die nach Paul Lévy benannte Lévy-Konstante oder Lévysche Zahl ist eine mathematische Konstante, die bei der Grenzwertbildung von Kettenbrüchen eine Rolle spielt: Zieht man die {\displaystyle n}-te Wurzel des {\displaystyle n}-ten Nenners {\displaystyle q_{n}} der Kettenbruchentwicklung einer reellen Zahl {\displaystyle x}, so gibt es bei fast allen {\displaystyle x} einen Grenzwert, wenn {\displaystyle n} gegen Unendlich geht:
{\displaystyle \lim _{n\to \infty }{q_{n}}^{1/n}=\gamma }
Dies zeigte 1935 der sowjetische Mathematiker Aleksandr Khinchin. Im folgenden Jahr fand der französische Mathematiker Paul Lévy eine explizite Darstellung für die Lévysche Konstante, nämlich:
{\displaystyle \gamma =e^{\pi ^{2}/(12\ln 2)}=3{,}275822918721811159787681882\ldots }
Der darin vorkommende Ausdruck
{\displaystyle \beta ={\frac {\pi ^{2}}{12\ln 2}}=1{,}1865691104\ldots }
wurde als Khinchin-Lévy-Konstante bezeichnet, wobei die Benennungen nicht einheitlich verwendet werden.
Der doppelte Zehnerlogarithmus der Lévy-Konstante ist gleich dem Grenzwert, der im Satz von Lochs für das Dezimalsystem auftritt.
R. M. Corless zeigte
{\displaystyle \beta ={\frac {1}{2}}\int _{0}^{1}{\frac {\ln x^{-1}}{(x+1)\ln 2}}\mathrm {d} x}
und setzte die Lévy-Konstante in Verbindung mit der Khinchin-Konstante.